# Pyrausta aurata
Pyrausta aurata (tên tiếng Anh: Bướm bạc hà) là một small bướm đêm thuộc họ Crambidae, hoạt động ban ngày.

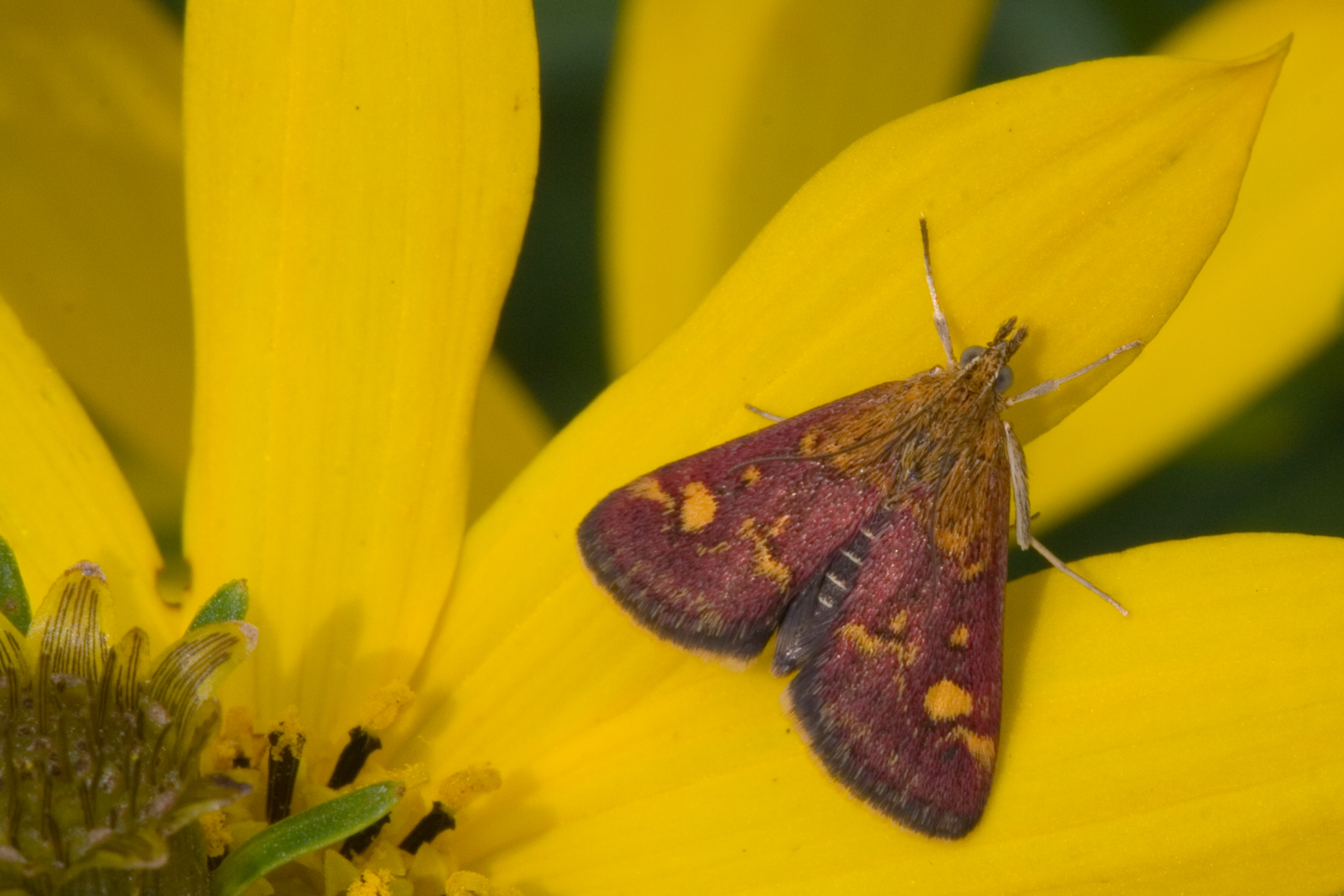

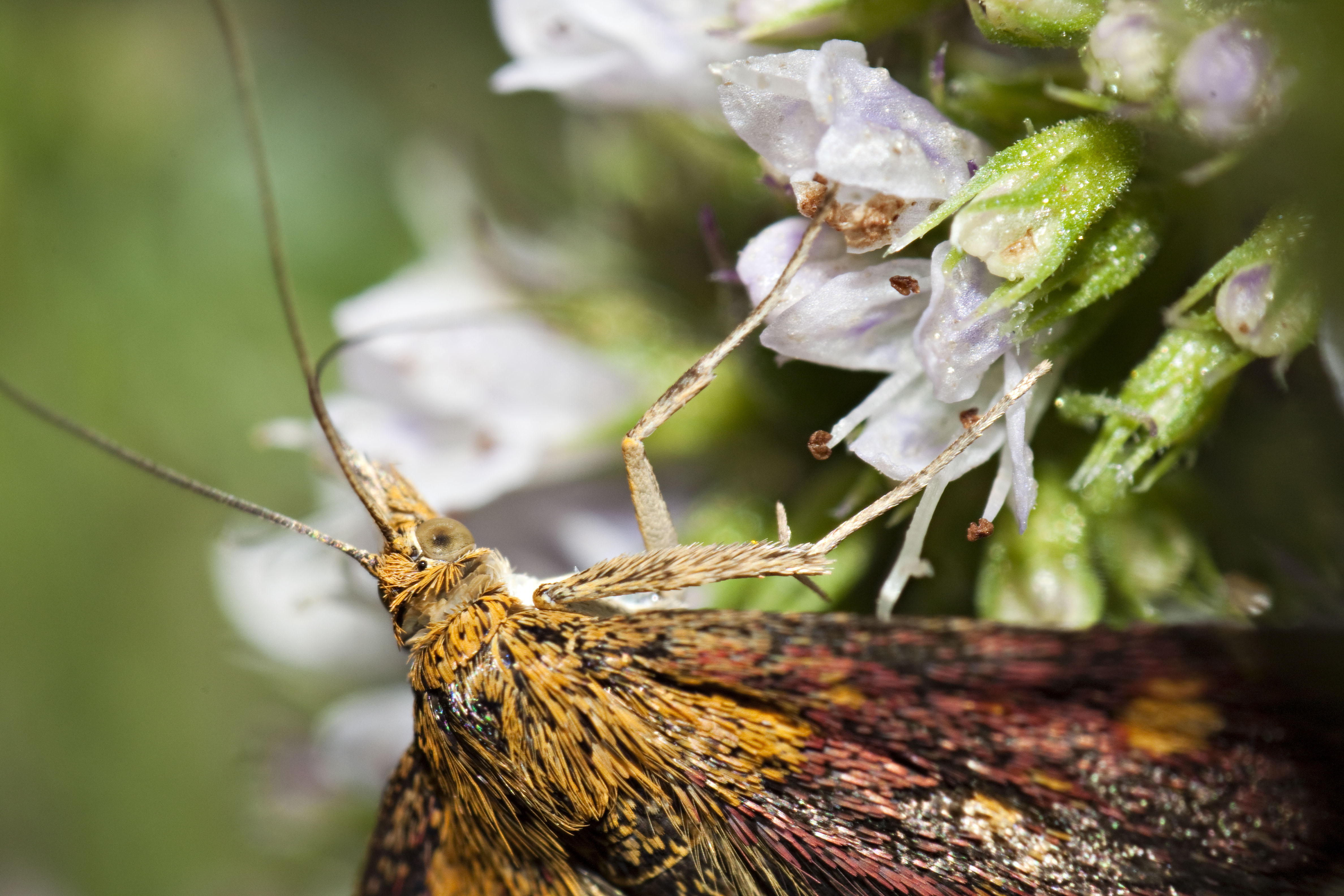

Cánh màu nâu tía với sải cánh 10–15 mm. Loài bướm rất giống với Pyrausta purpuralis.
Loài sâu bướm này ăn cây bạc hà.